# 1990年の日本シリーズ
1990年の日本シリーズ（1990ねんのにっぽんシリーズ、1990ねんのにほんシリーズ）は、1990年10月20日から10月24日まで行われたセ・リーグ優勝チームの読売ジャイアンツ（巨人）とパ・リーグ優勝チームの西武ライオンズ（西武）による第41回プロ野球日本選手権シリーズである。

## 概要
巨人と西武の対決は3年ぶりとなり、巨人と西武（所沢時代）としては1983年、1987年に続く3回目。西武がストレート4連勝で勝利し、2年ぶり9度目の日本一となった（西鉄時代を含む。西武では6度目）。西武の4連勝は引き分けを挟まないストレート勝ちとしては1959年の南海ホークス（相手: 巨人）、1960年の大洋ホエールズ（相手: 大毎オリオンズ）以来30年ぶり3チーム目、引き分けを挟むものも入れると1957年の西鉄（相手：巨人、1分け挟む）と、1975年の阪急ブレーブス（相手：広島東洋カープ、2分け挟む）以来4チーム・5回目で、その西武がストレート4連勝は前身の西鉄時代等を通じて球団史上初。巨人のシリーズにおける無勝敗退は3度目（1957年は1分挟む）、3たび巨人を破った(前年の日本シリーズ優勝チームがストレート4連敗を喫したのは2022年現在で唯一)。なお、第1戦と第2戦がビジター球場、第3戦と第4戦がホーム球場で行われたケースにおいて、ストレート4連勝で日本シリーズを制したチームは2020年の福岡ソフトバンクホークスが達成するまではこの年の西武が唯一であった（それ以外のストレート4連勝のケースは全て、第1戦と第2戦が日本一チームのホーム球場、第3戦と第4戦が日本一チームのビジター球場である）。
西武の4勝はすべて得点差4点以上であった。『プロ野球70年史』は、西武は「完璧な野球をみせた」「ただ、投げて打つだけの巨人とはレベルが違いすぎた」とする一方で「（誰一人として）こんな結果になろうとは思わなかっただろう」と評している。
巨人の監督藤田元司は、「（相撲に例えれば）立ち上がったら、そのまま突き飛ばされて土俵の外に出ていた」「ただあれよあれよという間に負けてしまった」とし、3連敗後4連勝で制した1989年の日本シリーズの記憶は薄れつつあるが本シリーズの印象は強烈、などと巨人監督退任直後の自著で振り返っている。なお、藤田元司にとっては生涯最後の日本シリーズ采配となった。
両チームともそれぞれのリーグを圧倒的な強さで制覇していたが、事前予想で「巨人有利」の見方が多かった。斎藤雅樹・桑田真澄などセ・リーグの防御率上位4人、シーズン70完投を記録していた巨人であったが、9月8日の対ヤクルトスワローズ戦でリーグ優勝を決めてから間隔が空いており、巨人系列の読売新聞は、やはり西武対巨人の2002年の日本シリーズ終了を報じる記事で、これら投手陣が「豊富なデータを消化不良のまま」「主軸を警戒しすぎて次々にKOされた」と振り返っている。
巨人では、このとき選手会長であった岡崎郁が「私の野球観が変わった」との言葉を残した。さらに、原辰徳は、監督として臨んだ2002年の日本シリーズに際して、西武への印象を「苦手を通り越して、コンプレックス。トラウマ的なものさえ感じる」と述べた。後に刊行された川相昌弘の著書『明日への送りバント』に至っては「思い出すのもおぞましい」とある。盤石に見えた投手陣も、1軍での起用数がわずか10人という少数精鋭主義を貫いたため、9月以降は斎藤が公式戦の終盤3試合で16自責点を喫するなど疲弊しており、その不調が日本シリーズでも露呈する形となった。斎藤は「疲れです。シーズンだけで燃え尽きてしまうんですよね」と回顧している。
上記岡崎のコメントについて、西武の監督森祇晶は、「相手のチャンスをことごとくディフェンスで摘み取っていった守りの堅い西武野球を指しているのではないかと思う」という認識を示している。また、シリーズ終了直後の球界でも、「ショックから、巨人選手はどういう立ち直りを見せるのか」という見方も出されていた。なお、この前後の巨人のチーム状況は読売ジャイアンツ#第2次藤田監督時代を参照。
西武の選手だった平野謙は「下馬評は圧倒的に巨人有利だったけど、正直、俺たちは勝てると思っていました。日本シリーズをやっていて怖さは全くなかったですよ。これは間違いなく勝てると思いました。そのぐらい自信のあるシリーズでした」と述べている。
藤田、森の両監督は、ともに1959年の日本シリーズ（巨人VS南海、南海が4連勝で日本一）に、巨人の選手として出場しており、藤田は、選手と監督両方で日本シリーズ4連敗を味わうこととなった。

## 試合経過等
| 日付                                 | 試合   | ビジター球団（先攻） | スコア | ホーム球団（後攻） | 開催球場           |
| ------------------------------------ | ------ | -------------------- | ------ | ------------------ | ------------------ |
| 10月20日（土）                       | 第1戦  | 西武ライオンズ       | 5 - 0  | 読売ジャイアンツ   | 東京ドーム         |
| 10月21日（日）                       | 第2戦  | 西武ライオンズ       | 9 - 5  | 読売ジャイアンツ   | 東京ドーム         |
| 10月22日（月）                       | 移動日 | 移動日               | 移動日 | 移動日             | 移動日             |
| 10月23日（火）                       | 第3戦  | 読売ジャイアンツ     | 0 - 7  | 西武ライオンズ     | 西武ライオンズ球場 |
| 10月24日（水）                       | 第4戦  | 読売ジャイアンツ     | 3 - 7  | 西武ライオンズ     | 西武ライオンズ球場 |
| 優勝：西武ライオンズ（2年ぶり9回目） |        |                      |        |                    |                    |

### 第1戦
10月20日　東京ドーム　
|      | 1 | 2 | 3 | 4 | 5 | 6 | 7 | 8 | 9 | R |
| ---- | - | - | - | - | - | - | - | - | - | - |
| 西武 | 3 | 0 | 0 | 0 | 1 | 0 | 0 | 0 | 1 | 5 |
| 巨人 | 0 | 0 | 0 | 0 | 0 | 0 | 0 | 0 | 0 | 0 |

1. 本塁打
西：デストラーデ1号（1回3点・槙原）
2. 審判
［球審］セ小林毅
［塁審］パ前川、セ山本文、パ林忠
［外審］セ平光、パ山本隆
3. 開始：13時04分　入場者：46008人　時間：2時間58分

（西）○渡辺久（1勝）－伊東
（巨）●槙原（1敗）、宮本、香田、木田－中尾、村田
始球式：鈴木俊一（東京都知事）
巨人の先発投手は、事前の予想が多かった斎藤雅樹ではなく、槙原寛己であった。
その槙原に対する西武の1回表は、二死三塁から四番打者の清原和博に4球ボール球が続いての四球を経て、次打者オレステス・デストラーデが、3ボール0ストライクから打った本塁打で3点を先制した。日本シリーズ初打席初本塁打は9人目。清原によると、西武は日本シリーズ前のミーティングで、「槙原寛己さんはカウント0-3（当時の表現、3ボール0ストライク。以下同様）から変化球を投げない」というデータを基に、「基本的に0-3は『待て』なんですが、槙原さんに限っては打っていいと言われていた」とのことで、清原自身も「0-3になったら絶対にストレート一本で打ったろう」と狙っていたがボールで歩き、同じカウントになった次打者のデストラーデがストレート狙いで本塁打を放ったとのこと。デストラーデは3塁コーチの伊原春樹から待てのサインが出ていたと述べている。
一方の巨人は、先頭打者篠塚利夫が四球で出塁するが捕手伊東勤による牽制死となり、反撃の芽を摘まれた。
西武の森監督は、試合後、「伊東の牽制が一番大きかった」とインタビューで述べた。『藤田前監督 巨人軍を語る』では、この攻防で「負けへのレールが敷かれていた」と振り返っている（他の評論例）。
西武は、5回と9回にも1点ずつ追加点をあげ、西武先発投手渡辺久信は、完封勝利とは別に、打者として1試合3犠打が当時の日本シリーズタイ記録として特記された。
なお、巨人の先発投手について、『藤田前監督 巨人軍を語る』でも、投手のローテーションを誤ったことが本シリーズ一番の敗因と思う旨書かれている。
公式記録関係（日本野球機構ページ）

### 第2戦
10月21日　東京ドーム
|      | 1 | 2 | 3 | 4 | 5 | 6 | 7 | 8 | 9 | R |
| ---- | - | - | - | - | - | - | - | - | - | - |
| 西武 | 2 | 2 | 3 | 0 | 0 | 0 | 1 | 1 | 0 | 9 |
| 巨人 | 0 | 2 | 0 | 1 | 1 | 0 | 0 | 1 | 0 | 5 |

1. 本塁打
西：伊東1号（2回2点斎藤）、デストラーデ2号（3回3点・斎藤）
巨：岡崎1号（2回2点工藤）、篠塚1号（8回1点・潮崎）
2. 審判
［球審］パ山本隆
［塁審］セ平光、パ前川、セ山本文
［外審］パ寺本　セ福井
3. 開始：13時02分　入場者：46153人　時間：3時間36分

（西）工藤、○潮崎（1勝）、鹿取－伊東
（巨）●斎藤（1敗）、広田、香田、木田－中尾、村田 
1回表の西武は、第1戦の1回表に続いて辻発彦出塁、平野謙の送りバントからの二死一、三塁で打者デストラーデという場面を迎え、今度は、巨人先発投手斎藤の暴投で先制し、さらに、デストラーデの適時打で2点目をあげた。
さらに西武は、2回に、左翼手原辰徳のこのシリーズ2つ目となる失策（外野手のシリーズとしてシリーズタイ記録となった）で出塁した走者を置いて伊東の本塁打で2点を追加した。
巨人は2回裏に岡崎郁の本塁打で2点を返したが、西武は、3回にこの回先頭のデストラーデの本塁打などで3点を追加した。巨人は、この回が終了する前に、バッテリーを交代させた。
この後は、両チームとも追加点をとりあって、西武先発工藤公康も4回途中で降板して勝利投手になれなかったが、西武が連勝した。救援登板の潮崎哲也がシリーズ初勝利をあげた。
この試合で、西武がチームとして5犠打を記録してシリーズタイ記録となった一方で、巨人は、9回に、二塁走者上田和明が牽制後逸、牽制死するなどのミスが目立った。
公式記録関係（日本野球機構ページ）

### 第3戦
10月23日　西武
|      | 1 | 2 | 3 | 4 | 5 | 6 | 7 | 8 | 9 | R |
| ---- | - | - | - | - | - | - | - | - | - | - |
| 巨人 | 0 | 0 | 0 | 0 | 0 | 0 | 0 | 0 | 0 | 0 |
| 西武 | 3 | 0 | 0 | 0 | 0 | 1 | 0 | 3 | X | 7 |

1. 本塁打
西：秋山1号ソロ（6回桑田）
2. 審判
［球審］セ福井
［塁審］パ寺本、セ平光、パ前川
［外審］セ小林毅　パ林忠
3. 開始：13時04分　入場者：31804人　時間：2時間48分

（巨）●桑田（1敗）－村田
（西）○渡辺智（1勝）－伊東
場所を西武ライオンズ球場に移しての第3戦。 
1回裏の西武は、デストラーデの適時2点二塁打に加え、安部理の適時打もあり、計3点を挙げた。
西武は第1戦からの3試合連続で1回に得点をあげたこととなるが、第1戦からは初のことという。また、辻は一番打者として、ここまでの3戦いずれも第1打席に安打で出塁したこととなった。 
西武は、この後も、6回に秋山の本塁打による1点、8回も3点を追加し、先発投手渡辺智男が、1989年第4戦の香田勲男に続く日本シリーズ初登板初完封を記録した。 
前年のシリーズに続いてパ・リーグのチームが3連勝という展開になった。桑田真澄と渡辺智は、高校時代、1985年センバツ準決勝（桑田はPL学園、渡辺は伊野商）に対決しているが、再び渡辺智が投げ勝つ形となった。 
試合後の渡辺智について、前年の日本シリーズでの近鉄バファローズ側の「加藤発言」との関連から（1989年の日本シリーズ参照）、「巨人打線? すごかったですよ」と真顔で話し、刺激的な発言を避けていたように報じられている。また、森監督は「昨年の（近鉄が3連勝後4連敗した）例もあるし」と慎重な姿勢を示していた。
一方の藤田監督は「同じ3連敗と言っても、昨年とは中身が違う」趣旨のコメントをした。また、藤田監督は試合終了後に水野雄仁に対して、翌日の第4戦の先発登板を打診したが、最終的に断念している。
公式記録関係（日本野球機構ページ）

### 第4戦
10月24日　西武　入場者31804人
|      | 1 | 2 | 3 | 4 | 5 | 6 | 7 | 8 | 9 | R |
| ---- | - | - | - | - | - | - | - | - | - | - |
| 巨人 | 0 | 0 | 1 | 0 | 1 | 1 | 0 | 0 | 0 | 3 |
| 西武 | 0 | 0 | 0 | 0 | 6 | 0 | 1 | 0 | X | 7 |

1. 本塁打
巨：村田1号ソロ（5回郭）、川相1号ソロ（6回郭）
2. 審判
［球審］パ林忠
［塁審］セ小林毅、パ寺本、セ平光
［外審］パ山本隆、セ山本文
3. 開始：13時03分　入場者 31804人　時間 3時間15分

（巨）●宮本（1敗）、水野、広田－村田
（西）○郭（1勝）、S潮崎（1勝1S）－伊東
後がない巨人はクロマティを1番に置くなど打線の入れ替えを行う。3回、そのクロマティの適時打で初めて先制、5回にも村田真一のソロ本塁打で追加点をあげた。しかし西武は、5回裏に清原の同点打、デストラーデの勝ち越し打などの6安打、打者11人で6点を挙げ、守っても、郭泰源が6回3失点で、7回から登板の潮崎が3回無失点、9回裏2アウトで駒田徳広を投手ゴロに抑え、ストレート4連勝で日本一を決めた。
試合終了後、両監督は報道陣に対し、それぞれ
森：「何もいうことはない。みんながそれぞれの働きをしてくれたし、西武の野球を見せようという意地もあった。選手の集中力がビンビン伝わってきた。全員が火の玉となってくれたことが、うれしい」
藤田：「全て監督がヘボだから負けました」
などのコメントを残した。
公式記録関係（日本野球機構ページ）

## 表彰選手
- 最高殊勲選手賞：オレステス・デストラーデ（西）
- 敢闘賞：岡崎郁（巨）
- 優秀選手賞：渡辺久信 、辻発彦、伊東勤（西）

## テレビ・ラジオ中継

### テレビ中継
- 第1戦：10月20日
  - 日本テレビ　
    - 実況：吉田填一郎　解説：長嶋茂雄、中畑清、土井正三（翌年からオリックス監督）　ゲスト解説：村田兆治（ロッテ、同年引退）

  - NHK衛星第1テレビ（中継録画）　
    - 解説：梨田昌孝

※全試合がNHK衛星第1テレビで、試合当日の夜に録画放送された。
- 第2戦：10月21日
  - 日本テレビ　
    - 実況：山下末則　解説：江川卓、掛布雅之、高橋直樹 ゲスト:川合俊一

  - NHK衛星第1テレビ（中継録画）　
    - 解説：鶴岡一人　ゲスト：篠田正浩
- 第3戦：10月23日
  - TBSテレビ　
    - 実況：石川顕　解説：張本勲、小林繁　ゲスト解説：門田博光（オリックス）

  - NHK衛星第1テレビ（中継録画）　
    - 解説：広岡達朗　ゲスト：高橋三千綱
- 第4戦：10月24日
  - テレビ朝日≪系列外放送局（地元に系列局のない地域の局）でも一部同時ネットで放送≫
    - 実況：朝岡聡　解説：武上四郎、若松勉、東尾修

ゲスト解説：大下剛史（広島ヘッドコーチ）、広沢克己（ヤクルト）、西崎幸広（日本ハム）
  - NHK教育テレビ・NHK衛星第1テレビ（中継録画）　
    - 実況：西田善夫　解説：広岡達朗、高田繁　ゲスト解説：村田兆治

当初はNHK総合テレビで放送予定だったが、国会中継の為教育テレビでの放送となった。
なお、第5戦（西武球場）はテレビ朝日、第6・7戦（東京ドーム）は日本テレビでそれぞれ中継される予定だった。

### ラジオ中継
- 第1戦：10月20日
  - NHKラジオ第1　実況：斉藤洋一郎　解説：川上哲治　ゲスト解説：西村徳文（ロッテ）
  - TBSラジオ　実況：石川顕　解説：張本勲　ゲスト解説：中西太（近鉄ヘッドコーチ）
  - 文化放送　実況：戸谷真人　解説：若松勉、東尾修　ゲスト解説：高木豊（大洋）
  - ニッポン放送　実況：山田透　解説：江本孟紀　ゲスト解説：池山隆寛（ヤクルト）
  - ラジオ日本　実況：早川建二　説：江夏豊　ゲスト解説：村田兆治（ロッテ）
  - FM795（現・NACK5）　ゲスト：高杢禎彦（チェッカーズ）
  - ラジオ大阪　実況：松本恵治
- 第2戦：10月21日
  - NHKラジオ第1　実況：松本一路　解説：高田繁　ゲスト解説：池山隆寛
  - TBSラジオ　実況：松下賢次　解説：衣笠祥雄　ゲスト解説：中西太
  - 文化放送　実況：菅野詩朗   解説：若松勉、東尾修　ゲスト解説：村田兆治
  - ニッポン放送　実況：深澤弘　解説：関根潤三　ゲスト解説：遠藤一彦（大洋）、広沢克己
  - ラジオ日本　実況：内藤幸位　説：堀内恒夫　ゲスト：三遊亭円楽
  - FM795　実況：矢野吉彦　ゲスト：森川由加里
- 第3戦：10月23日
  - NHKラジオ第1　実況：島村俊治　解説：鶴岡一人　ゲスト解説：遠藤一彦
  - TBSラジオ　実況：山田二郎　説：定岡正二　ゲスト解説：中西太
  - 文化放送　解説：豊田泰光、松沼雅之　ゲスト解説：西村徳文
  - ニッポン放送　実況：宮田統樹　解説：柴田勲　ゲスト解説：大島康徳（日本ハム）
  - ラジオ日本　実況：島碩弥　解説土井正三　ゲスト解説：愛甲猛（ロッテ）
  - FM795
  - ラジオ大阪　実況：高橋征二
- 第4戦：10月24日
  - NHK-FM　実況：杉林昇　解説：広瀬叔功　ゲスト解説：石嶺和彦（オリックス）

※当初NHKラジオ第1で放送予定であったが、先述のテレビと同様に国会中継のため、急遽NHK-FMで放送された（ただし、当日の新聞朝刊のラジオ番組表は差し替えが間に合った）。
  - TBSラジオ　実況：林正浩　解説：有藤道世　ゲスト解説：中西太
  - 文化放送　実況：中田秀作　解説：山崎裕之　ゲスト解説：門田博光
  - ニッポン放送　実況：胡口和雄　解説：江本孟紀　ゲスト解説：西本聖（中日）、池山隆寛
  - ラジオ日本　実況：木島章夫　解説：有本義明、長池徳士
  - FM795　実況：坂信一郎